# ルート・フックス
ルート・フックス（Ruth Fuchs、1946年12月14日 - 2023年9月20日）は、旧東ドイツの陸上競技選手。1970年代を代表する女子やり投選手で、6回の世界記録を樹立し、1972年ミュンヘンオリンピック、1976年モントリオールオリンピックと2大会連続の金メダルを獲得した選手である。
フックスは1971年からドイツ社会主義統一党（SED）の党員となり、ドイツ再統一後から2002年までは民主社会党（PDS）所属の連邦議会議員であった。